# NGC 6473
NGC 6473 este o galaxie situată în constelația Dragonul. A fost descoperită în 22 iulie 1886 de către Lewis A. Swift.